# Distress
Distress est un groupe français de doom metal et death-doom, originaire de Strasbourg, en Alsace. Le groupe est formé par Philippe Miralles et Laurent Haas en 1996, et se sépare en 2011. Distress ne doit pas être confondu avec un autre groupe, originaire du Nord-Pas-de-Calais, formé en 1992.

## Histoire
Distress est formé en 1996 à Strasbourg, en Alsace. Il se forme autour de Laurent Haas (batterie) et Philippe Miralles (chant et guitare). Lors d'un entretien en 2005, Miralles explique que « Nous avions dans l’idée de créer une musique métal à la fois lourde et agressive, truffée de mélodies et d’ambiances doom, aux influences diverses. »
En 1998, Distress enregistre sa première démo, intitulée Quest of Elegy, qui inclura alors les versions pratiquement définitives de morceaux tirés de leur premier album Close to Heaven, paru en février 2001 chez Thundering Records. Toujours en 2001, le guitariste du groupe, Eric Lorentz, précédemment dans le groupe Anorma, rejoint Distress. Le premier concert du groupe s'effectue en juin à Haguenau. Puis à la fin de l'année, le batteur d'Anorma, Julien Diebold, rejoint le groupe.
À partir de 2002, jusqu'à sa sortie en septembre 2004, Distress travaille sur The Mourning Sign, sur lequel sont affirmées des orientations, « plus glacées et mélancoliques que jamais. » Il est publié au label Thundering Records. En 2003, Julien décide de quitter Distress. Il est alors remplacé par Thibaut Xhaard. Le groupe refait surface grâce à Others, leur troisième album, en 2007.
En 2011, le groupe annonce sa dissolution, peu de temps après sort leur album posthume, The Void Between, qui marque la fin du groupe.

## Membres

### Derniers membres
- Philippe Miralles - guitare, chant (1996-2011)
- Laurent Haas - batterie (1996-2011)
- Éric Lorentz - guitare (2001-2011)
- Nicolas Yildiz - basse (2009-2011)

### Anciens membres
- Marc Krauth -  basse (2001)
- Julien Diebold - basse (2001-2003)
- Thibaut Xhaard - basse (2003-2008)